# Jacques Doubinsky
Jacques Doubinsky, född Iakov Dubinsky 26 mars 1889 i Ukraina, död 18 februari 1959 i Frankrike, var en ukrainsk anarkist av judisk börd.

## Biografi
Jacques Doubinsky föddes i Ukraina år 1889.
Under ryska revolutionen tillhörde Doubinsky machnoviterna. När denna gruppering hade upplösts reste han till Bulgarien, där han var aktiv fram till statskuppen 1923. Doubinsky greps och torterades men lyckades att fly till Paris. Där fick han kontakt med likasinnade och lärde känna revolutionären Voline.
Tillsammans med sin hustru Rosa öppnade han bokhandeln L'Autodidacte. Under andra världskriget gick de under jorden. Efter kriget bildade Doubinsky Les Amis de Voline, som bland annat utgav Volines skrifter.